# Place Omónia
Pour les articles homonymes, voir Omonia.
La place Omónia (en grec moderne : Πλατεία Ομονοίας / Platía Omonías, « place de la Concorde », parfois simplement Ομόνοια / Omónia) est une des principales places d'Athènes. En dessous se trouve la station du métro d'Athènes appelée Omónia, nom qui souvent désigne aussi l'ensemble du quartier.

## Histoire
En 1832, le Comité administratif de Grèce (en) confia aux architectes Eduard Schaubert et Stamátios Kleánthis l'aménagement de la nouvelle ville d'Athènes. En 1833, les premiers plans prévirent l'érection du palais royal et de ministères à l'emplacement de la place actuelle,, mais le projet n'aboutit pas. Reprenant les dessins de Schaubert et Kleánthis, Leo von Klenze envisagea en 1834 l'érection de la cathédrale d'Athènes à cet endroit. L'architecte allemand Ludwig Lange proposa lui des plans pour la construction d'une imposante église du Sauveur, mais le coût exorbitant eut raison du projet. Malgré la décision en 1835 de construire le palais royal plus au sud-est, selon les plans de Friedrich Wilhelm von Gärtner, la place aménagée en 1846 prit le nom de place du palais avant d'être renommée place Othon, puis, à la destitution du roi en 1862, place Omónia,.
À la différence de la place Sýntagma, qui s'imposa dès sa création comme un lieu central de divertissement, les fonctions récréatives de la place Omónia ne furent reconnues qu'à la fin du XIXe siècle. La zone est reliée au système d'égouts de la ville en 1866 et le tramway fit son apparition sur la place en 1882. En 1895, le chemin de fer du Pirée à Thissío fut prolongé jusqu'à Omónia grâce à une voie souterraine. Dès 1904, les trains à traction vapeur furent remplacés par des trains électriques. La place fut goudronnée l'année suivante et reliée à l'éclairage public électrique en 1910.
La mise en service d'une nouvelle station en 1930, à l'aplomb de la place, conduisit au réaménagement des lieux. La végétation fut entièrement supprimée et des colonnes surmontées de sculptures de sept Muses furent aménagées. Cependant, ces installations ne durèrent pas, et seules les bases des colonnes servant à l'aération de la station souterraine persistèrent dans les années 1940. Une décennie plus tard, la physionomie des lieux commença à évoluer avec l'érection de bâtiments élevés autour de la place. En 1954, d'importants aménagements furent mis en œuvre dans le but de créer des espaces commerciaux souterrains. Le tramway ayant été arrêté, un rond-point fut aménagé en 1957 ainsi qu'un bassin central trois ans plus tard.
En 1988, la statue du Coureur (el) du sculpteur grec Kóstas Varótsos (el) fut installée sur la place, avant d'être finalement détruite et reconstruite à proximité de la Pinacothèque nationale d'Athènes en 1994,. Dans les années 1990, la construction de la ligne 2 du métro d'Athènes, les travaux d'unification des sites archéologiques et les projets urbains en lien avec les Jeux olympiques d'été de 2004 entraînèrent la reconstruction de la station et de la place. Une œuvre de Georges Zongolopoulos, le Pentacycle, fut installée dans la zone sud-est.
En 2020, la place rénovée est inaugurée. Une imposante fontaine cerclée de pelouse, qui rappelle quelque peu l'atmosphère de la place dans les années 1960, a été financée par des dons privés,. Longtemps délaissés, lieux de rassemblement de personnes marginalisées, la place et le quartier alentour connaissent depuis quelques années un regain d'intérêt de la part de promoteurs cherchant à investir dans l'hôtellerie et le commerce.

## Bâtiments remarquables
Au sud de la place Omónia, à l'embranchement de la rue Athinás, figurent les anciens hôtels Bágkeion et Alexandre le Grand, construits par Ernst Ziller dans les années 1880 et laissés à l'abandon depuis les années 1960. Sur le côté nord prennent place le grand magasin Hondos-Centre et l'ancien café Néon, représenté sur deux toiles (en) du peintre grec Yannis Tsarouchis.

## L'évolution de la place en images

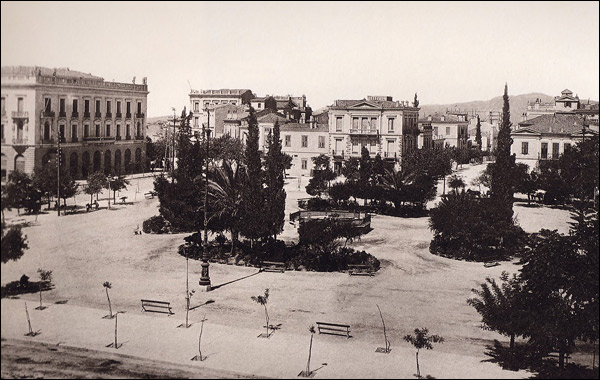
En 1890 : d'importants îlots de végétation sont visibles.
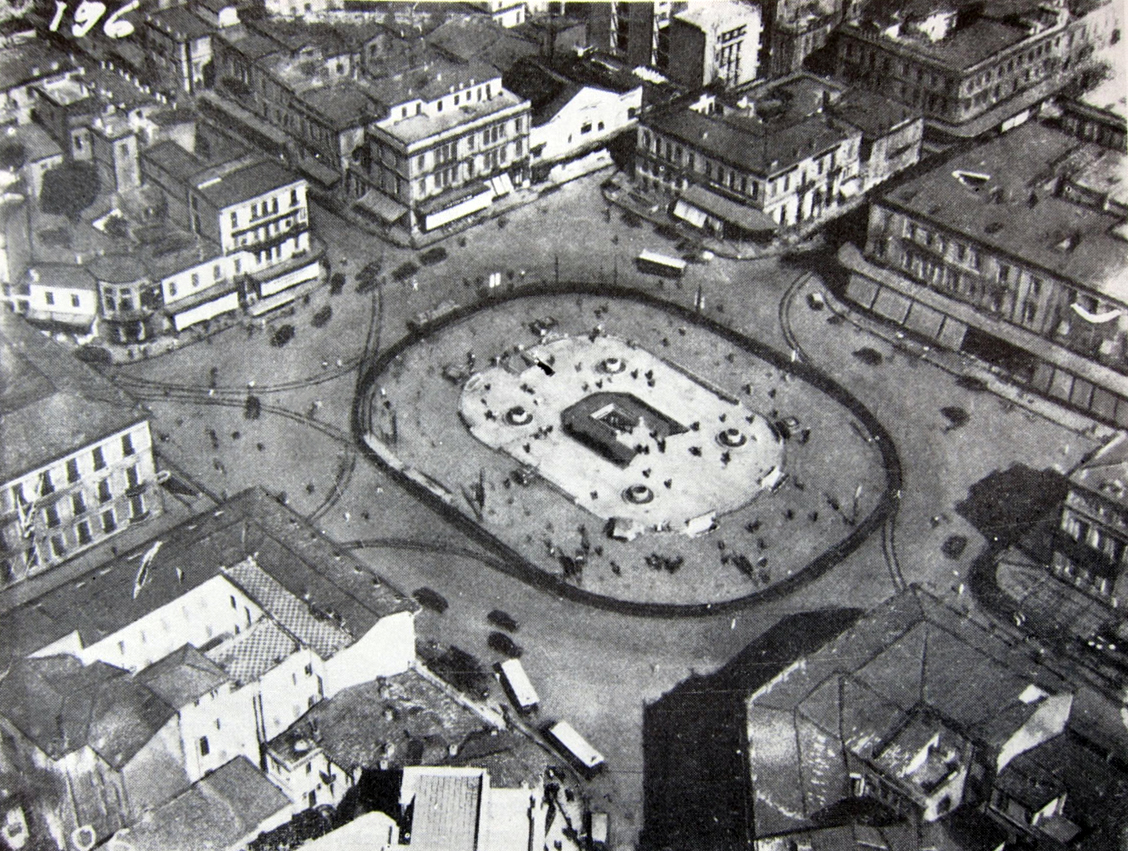
En 1932 : la place est désormais minérale et accueille le tramway.
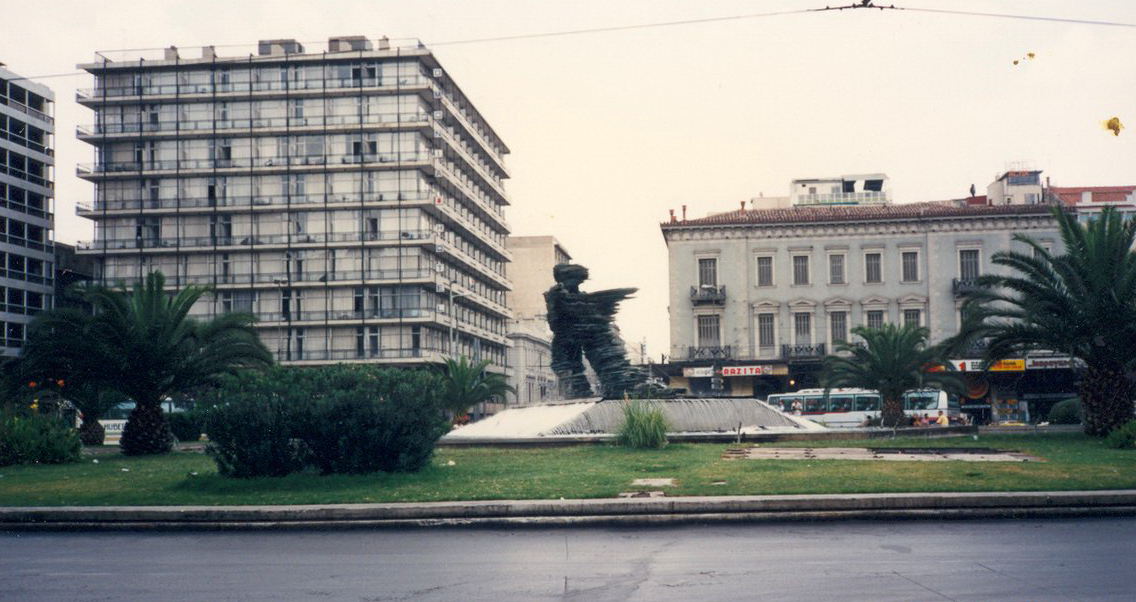
En 1990 : le Coureur occupe le centre du bassin et du rond-point végétalisé.
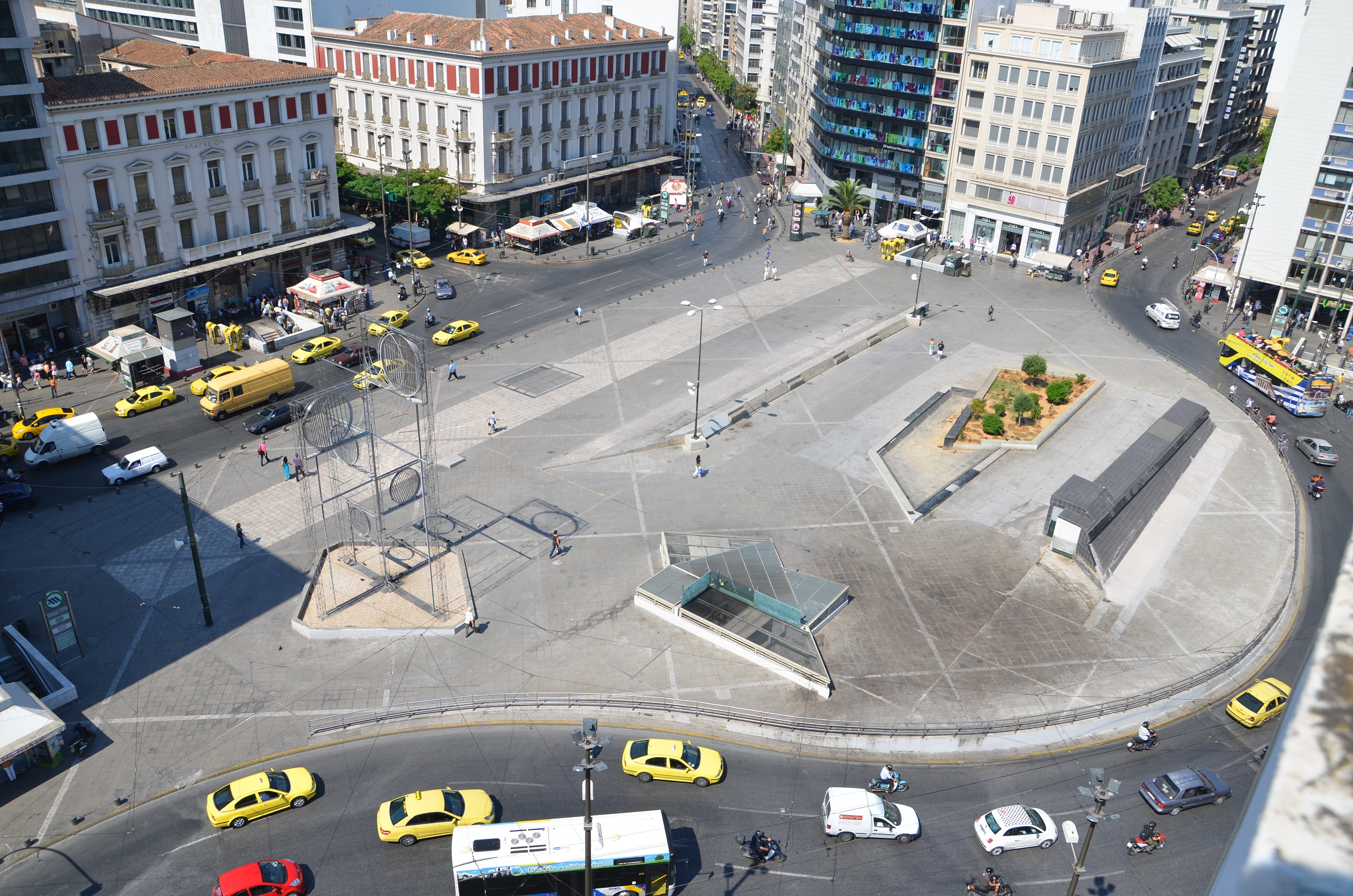
En 2011 : le Pentacycle (gauche), avec l'hôtel Bágkeion (arrière gauche) et l'hôtel Alexandre le Grand en face.
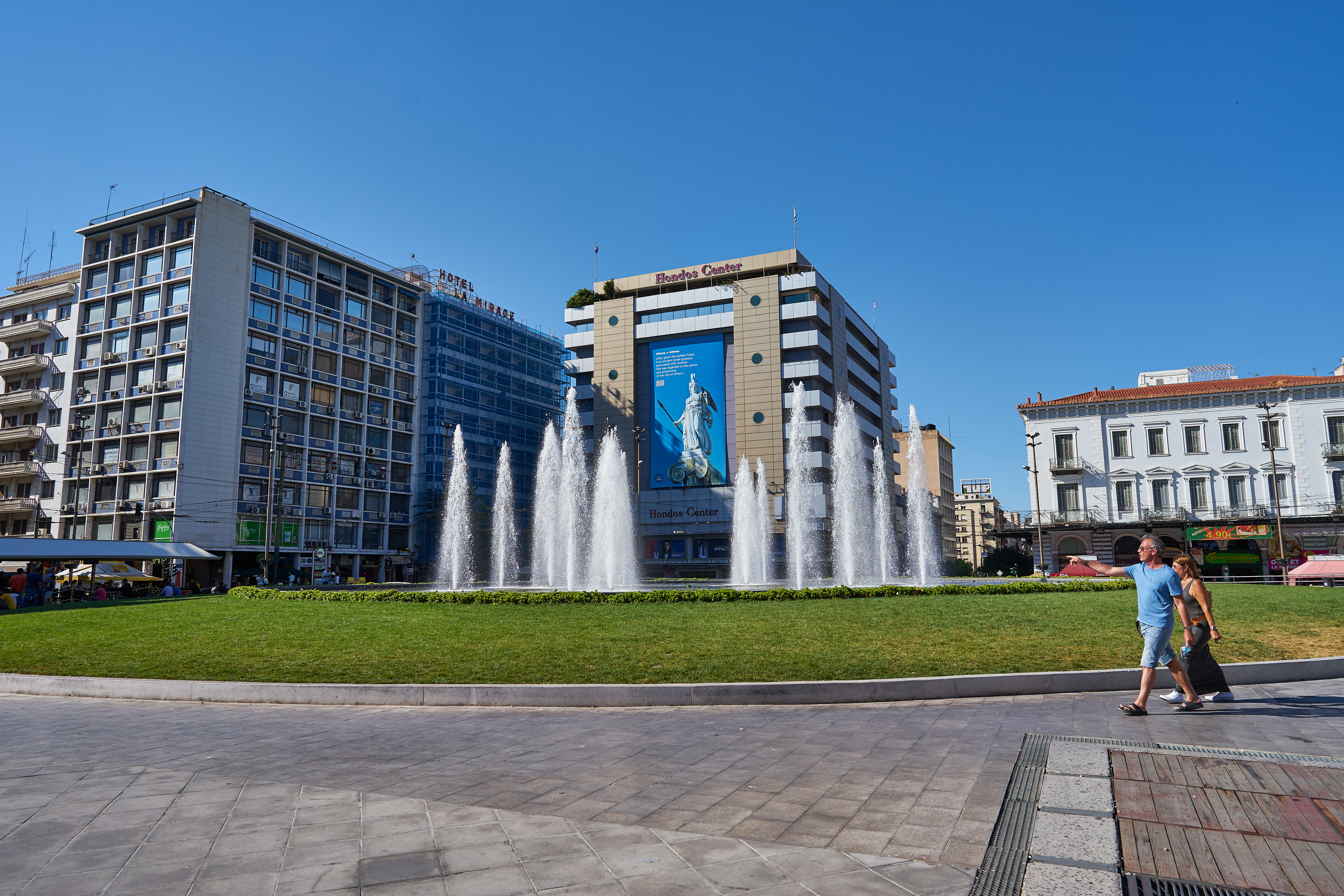
En 2020 : la nouvelle fontaine devant le magasin Hondos-Centre.